# Sill
Die Sill ist ein rechter Nebenfluss des Inn in Tirol, Österreich, mit einer Länge von 42 km.

## Lauf und Landschaft
Die Sill entspringt in den Zillertaler Alpen am Alpenhauptkamm oberhalb des Brennerpasses. Die Quelle befindet sich im Bereich der Griesbergalm im Gemeindegebiet von Gries am Brenner unterhalb der Wildseespitze in einer Höhe von über 2300 m. Unterhalb des Brenners durchfließt sie den Brennersee und fließt anschließend Richtung Norden durch den Nordtiroler Teil des Wipptales. Vor dem Austritt ins Inntal bei Innsbruck bildete die Sill im Laufe der Jahrhunderte die Sillschlucht, welche sich von Gärberbach (Ortsteil von Mutters) bis unterhalb des Bergisel erstreckt. Im Inntal hat die Sill einen Schwemmkegel ausgebildet und den Inn an den Fuß der Nordkette abgedrängt.
Weitere interessante Stellen im Flussverlauf sind das nach einem nahegelegenen Gasthaus benannte Wehr Bretterkeller mit etwa fünf Meter Höhe am Fuße des Paschbergs im Stadtgebiet von Innsbruck sowie der Sillfall (Höhe circa vier Meter), wo das Sillwasser entnommen wird. Sie mündet im Innsbrucker Stadtteil Reichenau beim Sillzwickel in den Inn. Dort hat die Stadt ein Naherholungsgebiet errichtet.
Der bedeutendste Zubringer ist die aus dem Stubaital kommende Ruetz, die rund 32 km lang ist und ein Einzugsgebiet von 321 km² entwässert.
Entlang der Sill führt mit Brennerbahn und Brennerautobahn eine der drei bedeutendsten Alpentransitrouten. Bei der Sillschlucht befindet sich das Nordportal des Brennerbasistunnels.

## Name
Der Fluss wird im 12. Jahrhundert (1141 und 1187) in den (gefälschten) Urkunden des Stiftes Wilten als „aqua Sulle“ und „flumen Sülle“, der Zusammenfluss von Sill und Inn als „Singelære“ erstmals genannt. Auch bei Patsch, Pfons und Steinach wird der Fluss in Urkunden aus Mittelalter und Neuzeit als „Sülle“ oder „Sill“ bezeichnet. Da Gewässernamen in früh erschlossenen Tiroler Tälern meist vorrömischen Ursprungs sind, ist der Name zur indogermanischen Wurzel *suel- zu stellen und als *Su(e)lia zu rekonstruieren. Die Bedeutung ist ‚schwellendes/brausendes Gewässer‘. Alternativ ist auch eine Herleitung über das germanische Wort *sula- „sumpfige Stelle, Suhle, Lache“ möglich.
Die Sillalm im Valser Tal und das darüber gelegene Silesköpfl, 1500 als „Sülkogl“ erwähnt, lassen vermuten, dass früher der Valser Bach als Oberlauf der Sill angesehen wurde.

## Einzugsgebiet und Wasserführung

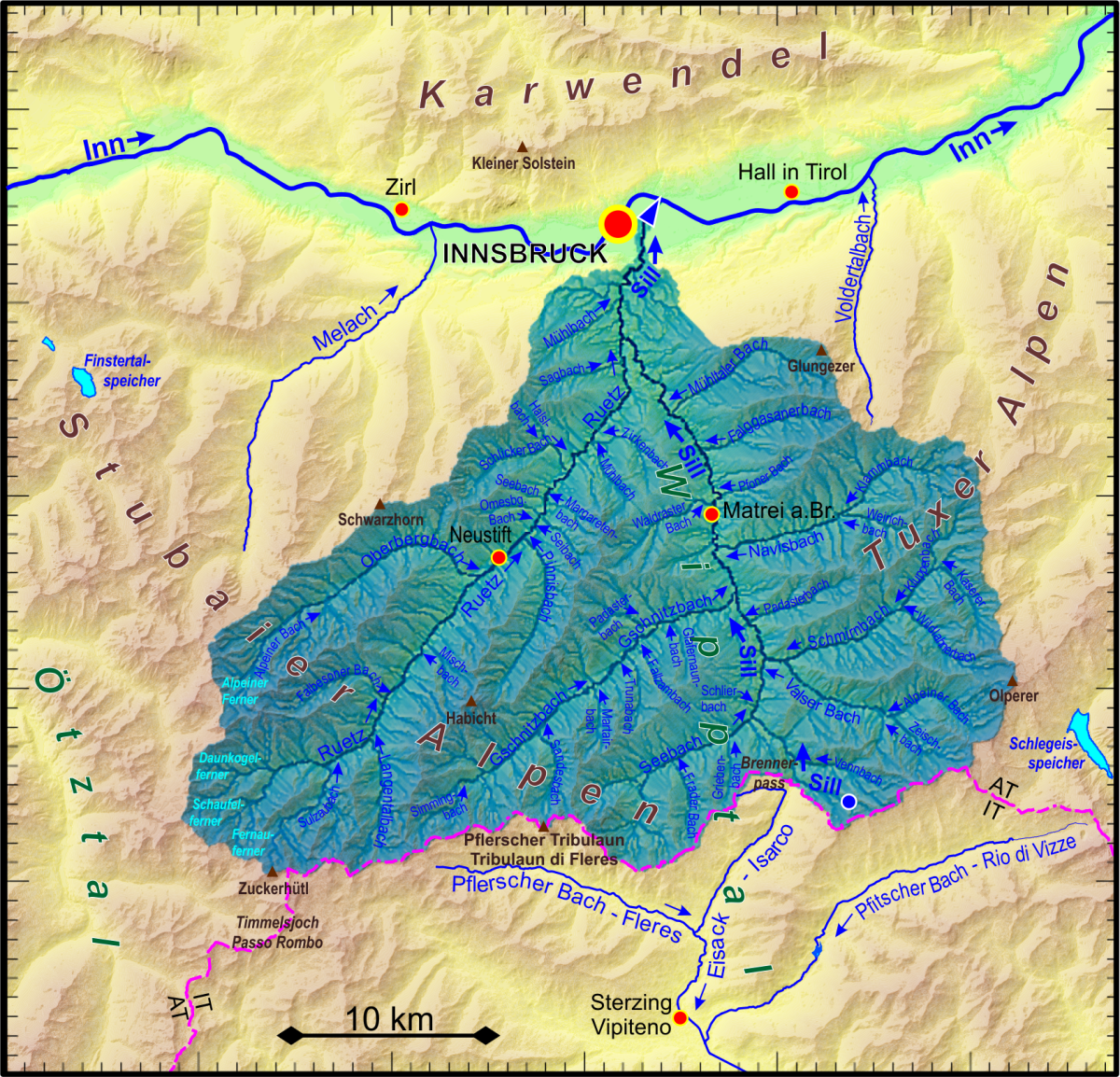
Einzugsgebiet der Sill

Die Sill hat ein natürliches Einzugsgebiet von 854,8 km², davon sind (Stand 2006) 28,1 km² (3,3 %) vergletschert. Der höchste Punkt im Einzugsgebiet ist das Zuckerhütl mit 3507 m. Die Halbwertshöhe des Sill-Einzugsgebietes liegt bei 1900 m, d. h. 50 % des Einzugsgebietes liegen über diesem Wert.
Der mittlere Abfluss am Pegel Innsbruck-Reichenau beträgt 24,5 m³/s, was einer Abflussspende von 29,5 l/s·km² entspricht. Das Abflussregime mit dem Maximum im Juni und dem Minimum im Februar ist typisch für einen Gebirgsfluss ohne nennenswerten Gletschereinfluss, es wird von der Schneeschmelze in den höheren Lagen des Einzugsgebietes dominiert. Das höchste Monatsmittel ist 6,5-mal höher als das niedrigste.
Erhebungszeitraum 1951–2009, Quelle:
Die Sill sorgte immer wieder für verheerende Überschwemmungen im heutigen Stadtgebiet von Innsbruck (Wilten, Pradl, Dreiheiligen, Saggen), im Jahr 1668 waren dadurch beispielsweise 200 Todesopfer zu beklagen. Die Brücken wurden regelmäßig zerstört oder beschädigt.
Nach zwei Tagen intensiver Regenfälle kam es am 6. August 1985 zum bislang größten gemessenen Hochwasserereignis mit einem Spitzendurchfluss von 358 m³/s am Pegel Innsbruck-Reichenau. Dabei staute sich das Wasser an der Pradler Brücke und überflutete Teile von Pradl und Dreiheiligen. Stark betroffen war das Zeughaus, wo Teile der im Keller gelagerten naturkundlichen Sammlungen zerstört wurden. Noch Schlimmeres wurde dadurch verhindert, dass am 6. August die Schneefallgrenze auf 1000 m fiel und damit die Niederschläge in 95 % des Einzugsgebiets als Schnee gebunden waren. In der Folge wurde die Pradler Brücke mit geänderter Straßenführung neu gebaut und entlang der Sill Hochwasserschutzbauten errichtet.

## Wirtschaftliche Nutzung
Schon im 12. Jahrhundert wurde der Sillkanal angelegt, der beim Sillfall in Wilten von der Sill westlich abzweigte und unterhalb des Zeughauses wieder in die Sill mündete. Er versorgte Wilten und Innsbruck mit Wasser und diente zahlreichen Gewerbebetrieben als Energiequelle, darunter Sägewerken, Getreidemühlen, Feigenmühlen (zur Herstellung von Feigenkaffee) und Hammerschmieden. Im Jahr 1926 gab es noch 20 Gewerbebetriebe am Sillkanal.
Heute wird die Wasserkraft in erster Linie von Elektrizitätswerken genutzt: einem Kleinkraftwerk am Oberlauf in Gries am Brenner, dem Brennerwerk bei Matrei am Brenner, dem oberen und dem unteren Sillwerk.

## Wasserqualität
Die Gewässergüteklasse beträgt im Wipptal I–II und im Stadtgebiet von Innsbruck II (Stand 2005).

## Weitere Fotos

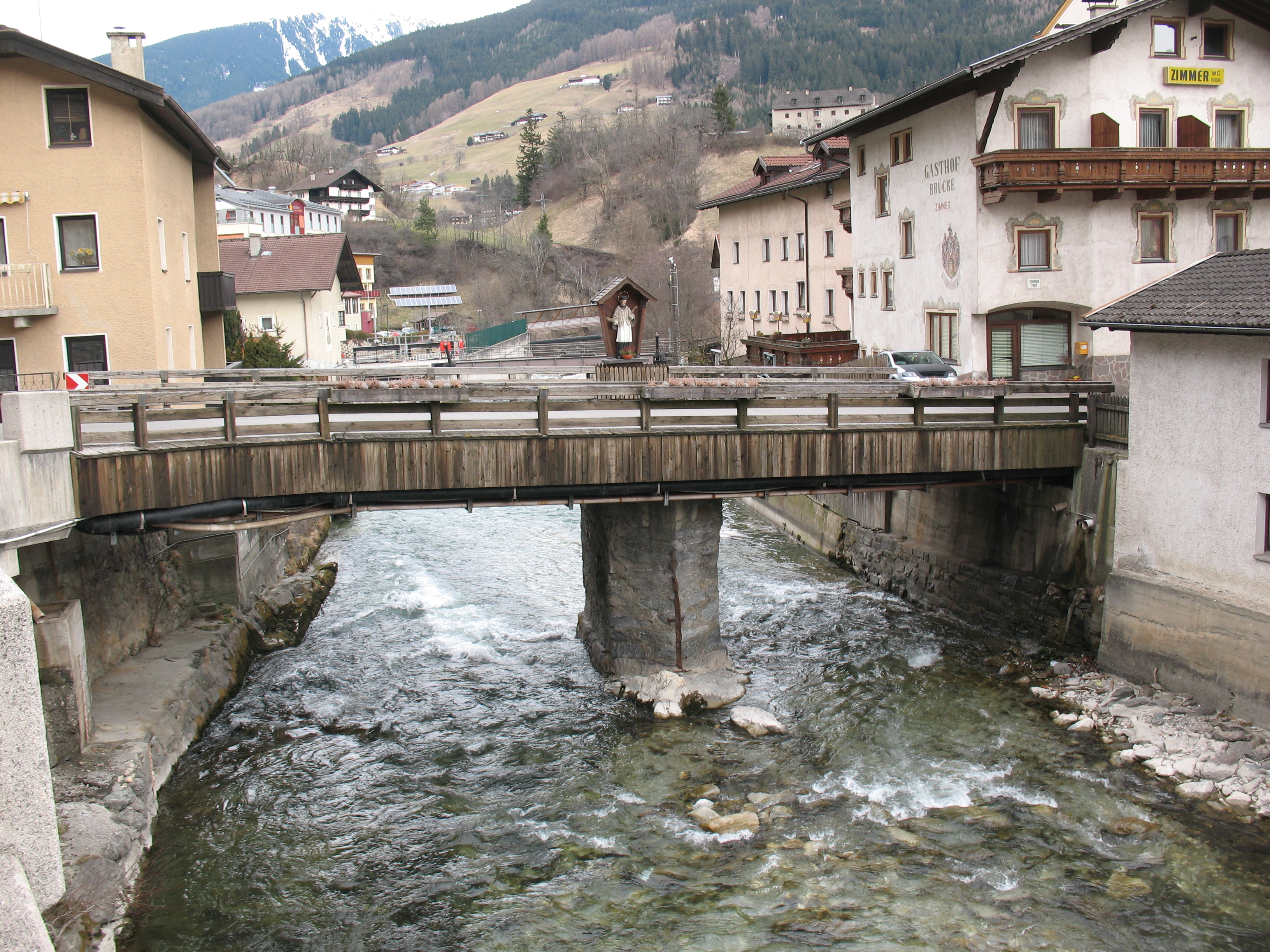
Die Sill in Mühlbachl
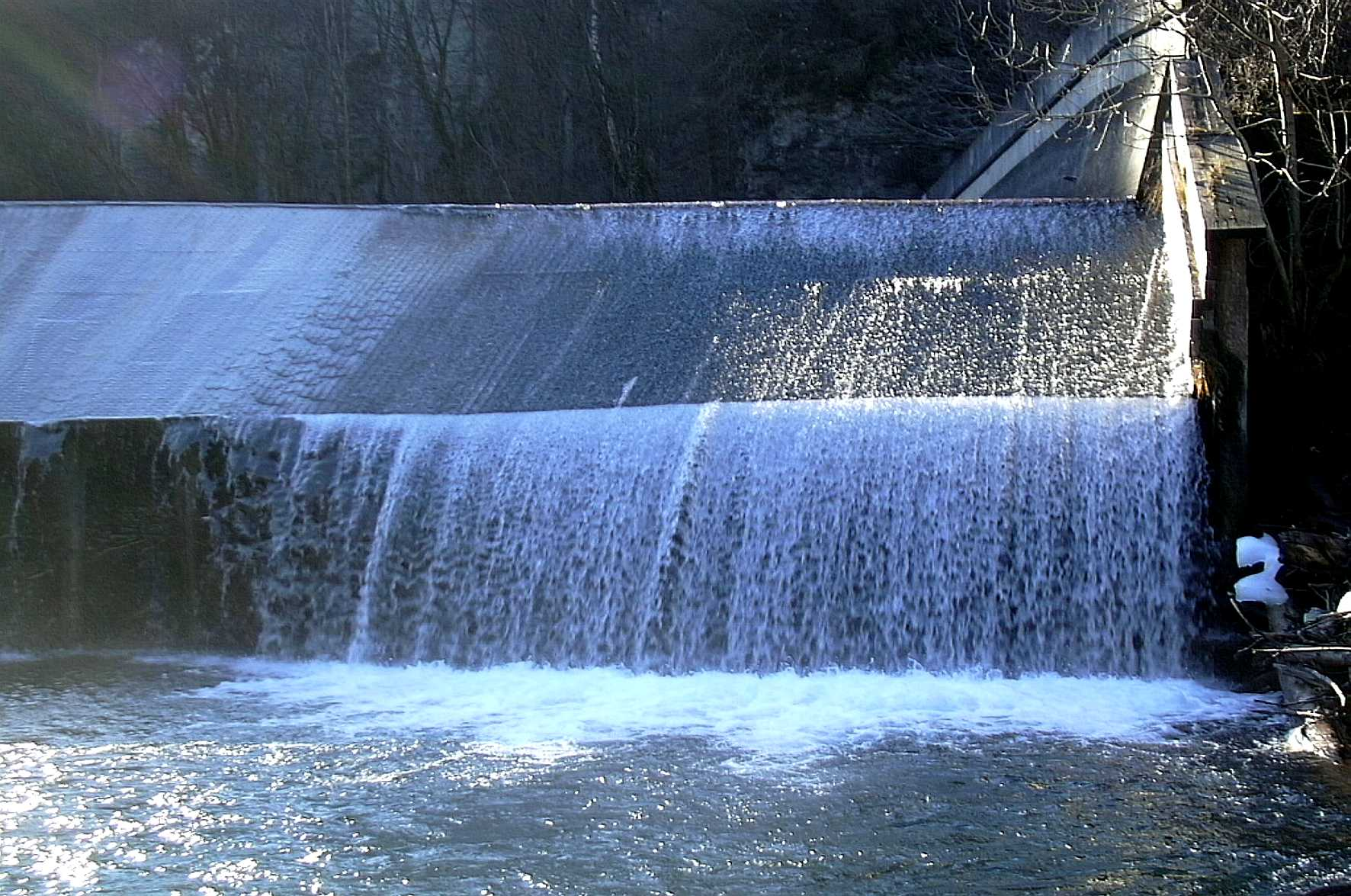
Wehr Bretterkeller
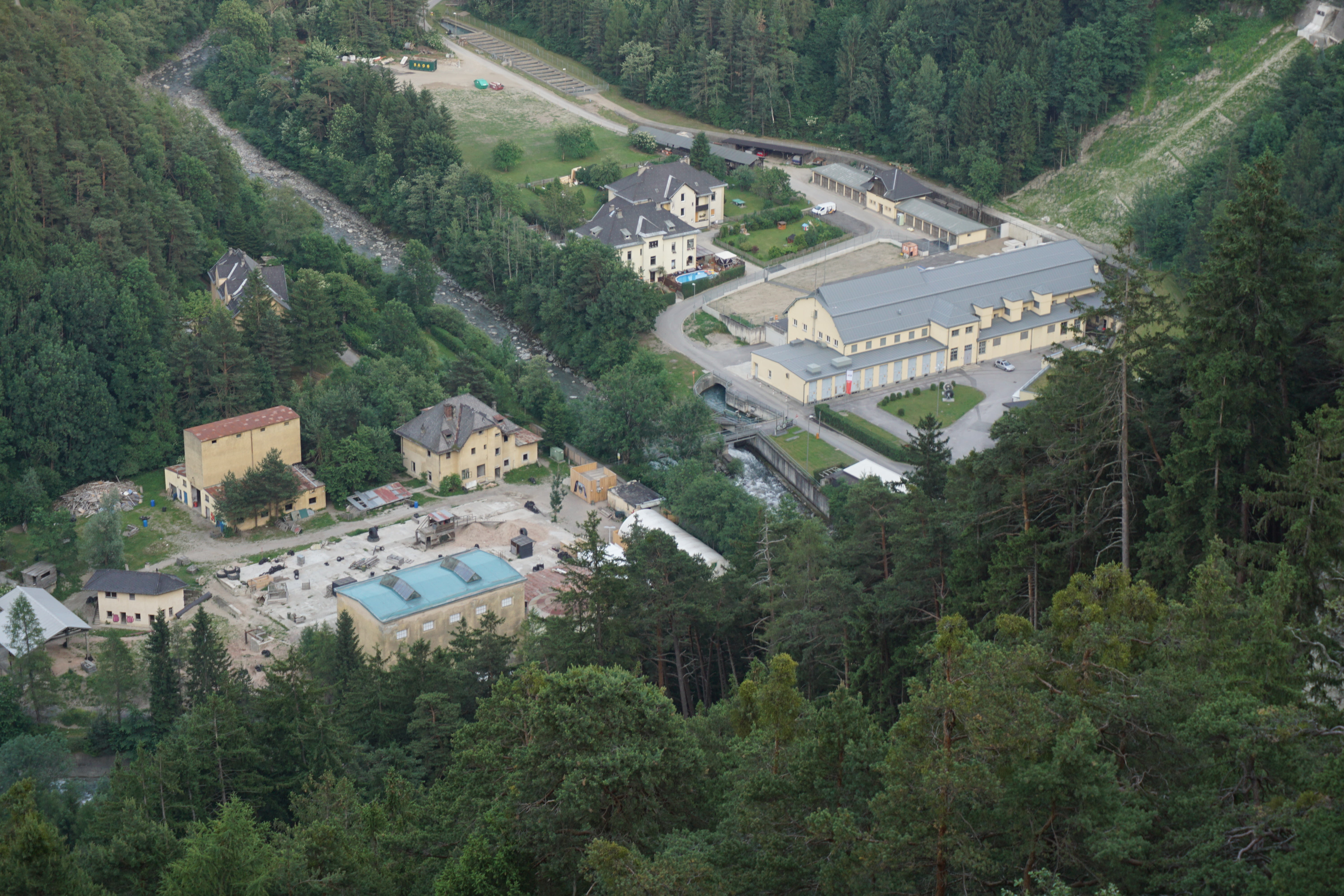
Kraftwerk Obere Sill